# 엘리너 보드먼
엘러너 보드먼(영어: Eleanor Boardman, 1898년 8월 19일 ~ 1991년 12월 12일)는 미국의 무성 영화 배우이다. 영화 감독 킹 비더의 부인이기도 하다.

## 영화
- 쇼 피플 (1928년)
- 군중 (1928년)
- 위대한 바들리스 (1926년)
- 소울 포 세일 (1923년)